# Methylering
Methylering of methylatie is een organische reactie waarbij een methylgroep aan een molecuul wordt toegevoegd. De reactie vindt zowel binnen de organische chemie als binnen de biologie (maar dan enzymatisch gestuurd) brede toepassing.

## Biologie
Methylering in de biologie speelt vooral een belangrijke rol in de epigenetica, het verschijnsel van verschillen in fenotype zonder dat de onderliggende DNA-sequentie gewijzigd wordt. Celdifferentiatie in een groeiend embryo is hiervan het bekendste voorbeeld.

## Organische chemie
In de organische chemie is methylering een bijzonder geval van alkylering. Een veel voorkomende vorm van methylering is DNA-methylering om bijvoorbeeld bij een PCR verdere ketenverlenging te voorkomen.
Organische verbindingen die in staat zijn een methylgroep te doneren worden methyleringsreagentia genoemd. Tijdens de feitelijke methylering kan de methylgroep op verschillende manieren worden ingevoerd:
- Als kation: de methylgroep wordt tijdens deze reactie als positief ion overgedragen. Dit betekent dat de andere reactiepartner een nucleofiel moet zijn: dat deeltje levert de elektronen voor de te vormen binding. De methylgroep is, eventueel na activering met bijvoorbeeld H+, gekoppeld aan een goede leaving group. Voorbeelden van methylerende reagentia die aan deze voorwaarde voldoen zijn dimethylsulfaat, dimethylcarbonaat, methanol, tetramethylammoniumchloride, joodmethaan, methylmethaansulfonaat, methyltrifluormethaansulfonaat, methylfluorsulfonaat en diazomethaan.
- Als carbeen, waarbij een CH2-groep in een bestaande koolstof-waterstofbinding van de organische verbinding inschuift. Deze reactie wordt vaak gebruikt voor het methyleren van fenolen, carbonzuren en enolen, allen zure verbindingen.
- Als carbanion: de methylgroep wordt als negatief geladen deeltje ingevoerd. De methylgroep is dan vaak afkomstig van een organometaalverbinding zoals methyllithium.

Diazomethaan en diens stabielere analoog, diazo(trimethylsilyl)methaan, worden in het laboratorium gebruikt om een carbonzuur in de corresponderende methylester om te zetten. Vanuit een mechanistische oogpunt kan deze reactie ook beschouwd worden als een methylering.